# مصطفی کاظم
مصطفی کاظم (انگلیسی: Mustafa Kadhim؛ زادهٔ ۲۹ نوامبر ۱۹۹۵) پرتاب‌گر دیسک اهل عراق است.